# Bruno di Montegnacco
Bruno di Montegnacco (30 de julho de 1910 - 13 de abril de 1938, Ronchi dei Legionari, Itália) foi um aviador italiano. Combateu na Guerra Civil Espanhola pela Aviação Legionária, tendo conseguido obter 14 vitórias aéreas e uma não confirmada, o que fez dele um ás da aviação.